# Eugène Richez
Pour les articles homonymes, voir Richez.
Eugène Richez, né le 5 août 1864 à Canly (Oise) et mort à Paris 20e le 31 octobre 1944, est un archer français.

## Biographie
Eugène Richez participe aux épreuves de tir à l'arc aux Jeux olympiques d'été de 1908 à Londres. Neuvième en style continental, il se classe dix-septième en double york. Il concourt aussi aux épreuves de tir à l'arc aux Jeux olympiques d'été de 1920 à Anvers. Il remporte deux médailles d'argent en tir par équipes à 33 m et 50 m et une médaille de bronze en tir par équipes à 28 m.